# Caroline Néron
Pour les articles homonymes, voir Néron.
Caroline Néron, née le 21 juillet 1973 à Boucherville est une femme d'affaires, actrice et chanteuse québécoise.

## Biographie
La mère de Caroline Néron inscrit celle-ci aux Ateliers du jeune acteur de Montréal. Sa carrière commence à l’adolescence en apparaissant dans divers spots publicitaires.[réf. nécessaire]
En 1995, elle est remarquée par le directeur de casting de la série Urgenceet elle obtient un rôle de soutien. Dans les cinq années suivantes, elle obtiendra des premiers rôles dans quelques téléséries, en particulier celui de Pascale dans Cover Me sur la chaîne CBC et celui de Stella Trudel dans Diva et Tribu.com diffusés sur le réseau TVA, pour lesquels elle est mise en nomination dans la catégorie Meilleure actrice aux prix Gemini (2000) et au gala MétroStar (2003).
Elle obtient aussi quelques rôles au cinéma, dont le rôle principal dans les films Eternal et Ice Cold, pour lequel elle obtient en 2004 le prix de la meilleure actrice dans un court-métrage au Festival du film de Newport Beach.
Elle est présentatrice pour divers galas québécois tel que le gala MétroStar où elle interprète cinq chansons, révélant son activité de chanteuse. Elle obtient le rôle de Rizzo dans la comédie musicale Grease, présenté au théâtre Saint-Denis et signe un premier contrat de disque avec les diffusions YFB. Son album Caroline Néron, sorti en 2003 est nommé au 26e gala des prix Félix dans la catégorie Album Pop rock de l’année.
En novembre 2004 Caroline Néron fonde la compagnie Bijoux Caroline Néron. En juillet 2005, elle est victime d’un accident de moto qui freine temporairement sa carrière musicale. Elle se consacre cependant au développement de son entreprise et à l’élaboration de son prochain album. Reprogrammée, aux saveurs soul R’n’B, voit le jour en avril 2006 mais ne connaît pas un grand succès. Sa pochette crée une polémique médiatique.
En 2007, elle obtient un rôle dans L'Âge des ténèbres de Denys Arcand, qu’elle accompagne aux Festivals de Toronto et de Cannes où le film est présenté en clôture. De passage en France, elle présente sa collection de bijoux aux Galeries Lafayette de Paris. Entre 2008 et 2009, elle participe au tournage du pilote de la série télévisée Throwing Stones pour la CBC ainsi qu'au téléfilm Rise of the Gargoyle. Elle obtient également des rôles principaux dans le film Three Seasons de Jim Donovan et dans la production américaine Let the Game Begin au côté de Stephen Baldwin.
Le 9 octobre 2009, quelques jours avant son deuxième défilé à la Semaine de la Mode de Montréal, sa fille Emanuelle voit le jour. Elle se concentre sur son nouveau rôle de mère, mais travaille également à la réalisation de son troisième album, Le Destin, qui sort le 13 avril 2010. Le vidéoclip de la chanson Contre celui que j'aime est diffusé sur internet et les chaînes musicales.
En février 2017, Néron s'associe au chanteur Éric Lapointe pour lancer une collection de bijoux nommée Néron Lapointe. Caroline Néron et Éric Lapointe participent le 29 janvier 2017 à Tout le monde en parle pour la promotion de cette nouvelle collection,.
Après 13 ans d’existence, l’entreprise compte vers 2017 20 magasins au Canada, une centaine de multimarques à travers le monde, un site transactionnel et 155 employés.
Jusqu'en décembre 2018, Caroline Néron participait à l'émission Dans l'œil du dragon à Radio-Canada.
Le 10 janvier 2019, l'entreprise de Caroline Néron s'est placée à l'abri de ses créanciers en vertu de la Loi sur la faillite et l'insolvabilité.
Le 20 janvier 2019 elle passe de nouveau sur le plateau de Guy A. Lepage, à l'émission Tout le monde en parle. Elle s'y rend notamment pour traiter de ses déboires financiers et son entrevue cause de nombreuses réactions sur les réseaux sociaux. Elle reproche entre autres aux reporters Stéphanie Vallet et Marie-Eve Fournier de l'hebdomadaire québécois La Presse de s'être livrées à une campagne de salissage et une vendetta personnelle, en publiant un article dévastateur au lendemain de l'annonce de l'insolvabilité de son entreprise.
Le journal de Montréal annonce le 11 janvier 2019 que Caroline Néron doit la somme de 9 M$ à ses créanciers, dont 736 000$ à son mari, l'entrepreneur Réal Bouclin, dont elle est en instance de divorce. La fermeture complète de son entreprise est annoncée le 9 octobre 2019.
Caroline Néron souhaite maintenant se lancer dans le monde de la satisfaction sexuelle dans un tout nouveau partenariat avec la Boutique Séduction.
Les magasins de bijoux Caroline Néron se plaçaient sous la protection de la Loi sur la Faillite.

## Implication sociale
Au fil des ans, la compagnie a soutenu de nombreuses causes philanthropiques dont :
- Des fondations luttant contre le cancer du sein. Plus d’un million de dollars remis en collaboration avec des d’autres compagnies.
- Le Club des Petits Déjeuner. La première édition de l’événement Visionnaire a déjà permis d’amasser plus de 120 000$.
- One drop. En versant les profits de la vente de certains bijoux.
- CO2 Québec. 1600 arbres ont été plantés.

## Filmographie
- 1996 : J'aime, j'aime pas : Tékila
- 1996 : Urgence (série télévisée)
- 1997 : Strip Search : Amy Darling
- 1997 : La Conciergerie : Sophie Beaulne Mercier
- 1997-1999 : Diva (série télévisée) : Stella
- 1998 : Une voix en or (feuilleton TV) : Amy Darling
- 1998-1999 : Réseaux (série télévisée) : Pascale: Lead
- 1998 : L'Invitation : Mireille
- 1999 : Cover Me (feuilleton TV) : Pascale: Lead
- 2000 : Haute Surveillance (Traders) (série télévisée) : Caroline Casavant: Lead
- 2000 : Un petit vent de panique : Annie
- 2000-2002 : Tribu.com (série télévisée) : Stella: Lead
- 2002 : Ice Cold : Lead
- 2003 : La Grande Séduction : Voix de Brigitte
- 2004 : Eternal : Elizabeth Kane: Lead
- 2004 : C'est pas moi, c'est l'autre: Laurence
- 2007 : L'Âge des ténèbres : Carole Bigras-Bourque
- 2009: La Fureur des gargouilles : Nicole Ricard
- 2009 : 3 Seasons (en) : Sacha
- 2020 : La Déesse des mouches à feu : la mère de Catherine
- 2020 : District 31 : Pascale Lanier
- 2023 : Un gars, une fille : Caroline
- 2023 : Testament de Denys Arcand : La Ministre de la Santé
- 2023 - 2025 : Stat : Claude Coupal
- 2024 : Anna Kiri : Céline
- 2025:  La Collecte : Suzanne Cartier: Lead
- 2025:  Molosse: Johanie Péloquin: Lead
- 2025:   Ils vécurent heureux: Anne

## Singles
Album : Caroline Néron (2003)
- Qu'est-ce que t'attends ?
- C'est juste d'l'amour
- C'est pas la première fois (Extrait radio seulement)
- Reste, mais va-t'en...

Album : Reprogrammée (2006)
- Colle-toi à moi
- Soul Sister / Le Mal de toi (Extraits radio seulement)
- Sans contact (Extrait radio seulement)

Album : Le Destin (2010)
- Nos âmes s'appellent (Extrait radio seulement)
- Contre celui que j'aime

## Albums
- Caroline Néron (2003)
- Reprogrammée (2006)
- Le Destin (2010)

## Distinctions

### Gala de l'ADISQ
| Année | Catégorie                   | Pour           | Résultat   |
| ----- | --------------------------- | -------------- | ---------- |
| 2004  | album de l'année - pop-rock | Caroline Néron | nomination |

### Gala Québec Cinéma
| Année | Catégorie                    | Pour                        | Résultat |
| ----- | ---------------------------- | --------------------------- | -------- |
| 2021  | meilleure actrice de soutien | La Déesse des mouches à feu | lauréat  |

### Prix MetroStar
| Année | Catégorie                             | Pour           | Résultat   |
| ----- | ------------------------------------- | -------------- | ---------- |
| 2002  | rôle féminin - télésérie québécoise   | Caroline Néron | nomination |
| 2003  | rôle féminin / téléséries québécoises | Caroline Néron | nomination |

- Entrepreneure de l’année par le Réseau des Femmes d’affaires du Québec.
- 1re au Québec et 11e au Canada des entreprises les plus en croissance par le guide Profit 500.
- 6e rang du Top 100 des femmes entrepreneures au Canada par les magazines PROFIT et Châtelaine.
- Entreprise par excellence de l’année, par l’association des Professionnels en Philanthropie.